# Cortodera moldovana
Cortodera moldovana là một loài bọ cánh cứng trong họ Cerambycidae.